# Affaire Alvine Monique Koumaté
L'affaire Alvine Monique Koumaté concerne le décès d'une femme enceinte de jumeaux dans l'enceinte de l'hôpital Laquintinie de Douala au Cameroun, largement reprise dans la presse.

## Faits et déroulement
Dimanche 13 mars 2016, une vidéo circule sur les réseaux sociaux au Cameroun, montrant une femme, Monique Koumaté, 31 ans, enceinte de jumeaux, couchée sur le parvis de l'hôpital Laquintinie, et dont le ventre était ouvert au scalpel par une autre femme pour en extirper deux fœtus.

## Répercussions et conséquences

### Victimes
- Monique Koumaté, alors âgée de 31 ans et enceinte de jumeaux
- Les jumeaux décédés

Très vite, le personnel médical de l’hôpital est mis en cause, accusé de négligence, d’inhumanité, de cupidité. Des proches expliquent à la télévision avoir agi pour sauver les deux enfants qui bougeaient encore dans le ventre de leur mère face à un personnel médical inactif.
La nouvelle se répand rapidement. Une marche s’est tenue dans l’après-midi à Douala, réclamant la vérité, la démission du chef de l'hôpital et du ministre de la santé,. Elle a été réprimée par la police,.
À travers les autorités régionales, Paul Biya transmet ses condoléances à la famille.